# Willem van Hamal (-1400)

Wapen van Willem van Hamal (volgens het Wapenboek Gelre).

Willem van Hamal (- 12 februari 1400), heer van 's Herenelderen, Herne en Schalkhoven.

## Leven
Willem was de zoon van Gilles van Hamal en Marguerite de Kersbeeck.
Hij was getrouwd met Catherine de Corswarem, vrouwe van Warfusée. Catherine de Corswarem  was afkomstig uit een belangrijke Luikse familie, die net als het Huis Hamal beweerde af te stammen van de graven van Loon, en bracht met zich de rechten op de heerlijkheid Warfusée mee, waarvan de omvang aanzienlijk was. Ook het Huis Hamal was rijk en beroemd en de oorsprong van de familie is verloren gegaan in de nevelen van de tijd.
Op zijn grafsteen in Sint-Genovevakerk in Zepperen treft men de volgende tekst aan:
HEERE. WILLEM. VAN. HAMEL. RIDDER.

HEERE. TZER ELDEREN. STERFT. INT. JAER.

ONS. HEREN. M. CCCC. OP. ONSER.

## Genealogie
Zijn oudste zoon was de baron Arnold van Hamal (- 1456), die trouwde met Anne, erfgename van Trazegnies en Silly (Opzullik), dochter van Anselm I van Trazegnies en Mathilde van Lalaing.
De schonk hem onder andere als kleinzoon:
Anselm II (- 1490), heer van Trazegnies en Silly (Opzullik), die op 12 februari 1435 trouwde met Maria van Arnemuiden, en die het Huis de Trazegnies zou voortzetten.

## Wapen
Hamal: De gueules, à la fasce de cinq fusées d'argent. Cimier: Une tête de bélier brune, accorné d'or.

Van keel met vijf spitsruiten van zilver, faaswijs geplaatst. Helmteken: Een bruine ramskop, goud gehoornd.

## Referentie
- Dit artikel of een eerdere versie ervan is een (gedeeltelijke) vertaling van het artikel Guillaume de Hamal op de Franstalige Wikipedia, dat onder de licentie Creative Commons Naamsvermelding/Gelijk delen valt. Zie de bewerkingsgeschiedenis aldaar.